# Stipanska
Stipanska (olaszul: Santo Stefano) egy lakatlan sziget az Adriai-tengerben, Horvátországban, Šoltától nyugatra.

## Leírása
Stipanska Šolta-sziget nyugati partjainál, Maslinicától 2 km-re nyugatra, a Šolta-csatornában fekszik. Területe 0,619 km². A sziget a dinári, északkelet-délnyugati irányban húzódik, hosszúsága 1 km és legnagyobb szélessége 700 méter. A sziget északi része 68 m magas (Glava Stipanske), míg a déli rész alacsony. A tagolatlan partvonal hossza 3,1 km, a tagoltsági együttható 1,2.
Stipanska szigete felső krétakori mészkőből épül fel. A szigeten van egy kis mező, amelyet Maslinica lakói művelnek. A szigeten ivóvízforrások találhatók.

## Története
Az itt talált kerámia, üveg, és cseréptöredékek bizonyítják, hogy a sziget ősidők óta lakott volt. A sziget egykori Szent Istvánnak szentelt kolostoráról kapta a nevét. A szomszédos Šolta lakóinak szántói voltak itt. Régen gabonaféléket termeltek rajta, mert a szigeten nem volt adó. A sziget nyugati oldalán egy világítótorony és egy 5. – 6. századi ókeresztény bazilika található, a Szent István bencés kolostorral, amelyből a mai napig jelentős maradványok maradtak. Donji bok területén egy késő ókori temető maradványai, szarkofágok, kőből faragott síremlékek találhatók.